# 林瑞之女布兰雯
《林瑞之女布兰雯》（Branwen ferch Llŷr）是来自于中世纪威尔士文学的传说故事，是《马比诺吉昂》（Mabinogi）四个分支中的第二个。这个故事关系到林瑞（Llŷr）的孩子，不列颠的至高王——布兰迪根（Bendigeidfran）（即“被祝福的布兰（Brân the Blessed）”）与他的亲人米诺丹（Manawydan）、布兰雯（Branwen），以及后者与爱尔兰王马洛奇（mallolwch）间的婚姻。由于马洛奇对这位不列颠公主的苛待，两个岛屿之间爆发了一场对彼此而言都极具破坏性的战争，其导致了大多数主要角色的死亡，也使得卡西维拉努斯（Caswallon fab Beli）登上不列颠的王座。这个传说故事可以与其他的分支一同在中世纪的哈吉斯特红书（Red Book of Hergest）与赖泽赫白书（White Book of Rhydderch）中找到。马比诺吉昂的第三分支——林瑞之子米诺丹（Manawydan fab Llŷr）的故事紧紧承接在这个故事之后。
一些观点认为这个传说故事可以追溯到公元前3世纪高卢入侵巴尔干地区，其中布兰的形象实际上源于高卢的酋长Brennus。作家尼古拉·托尔斯泰认为，这个传说如今的版本可能受到十一世纪布赖恩·博鲁与Mael Sechnail（布赖恩·博鲁是他的继任者）的战斗的影响；同时Will Parker 则认为这一个分支与爱尔兰的神话——Mag Mucrama的战争（Cath Maige Mucrama）、布兰的航道（Immram Brain）以及早期的亚瑟王故事——劫掠安温（Preiddeu Annwfn）、Culhwch and Olwen有着遥远的联系。